# یواس‌ان‌اس ناواجو (تی-ای‌تی‌اف-۱۶۹)
یواس‌ان‌اس ناواجو (تی-ای‌تی‌اف-۱۶۹) (به انگلیسی: USNS Navajo (T-ATF-169)) یک کشتی است که طول آن ۲۲۶ فوت (۶۹ متر) می‌باشد. این کشتی در سال ۱۹۷۹ ساخته شد.